# Burchellia testacea
Burchellia testacea är en kackerlacksart som först beskrevs av Robert Walter Campbell Shelford 1911.  Burchellia testacea ingår i släktet Burchellia och familjen småkackerlackor. Inga underarter finns listade.